# George August Alexander Alting von Geusau

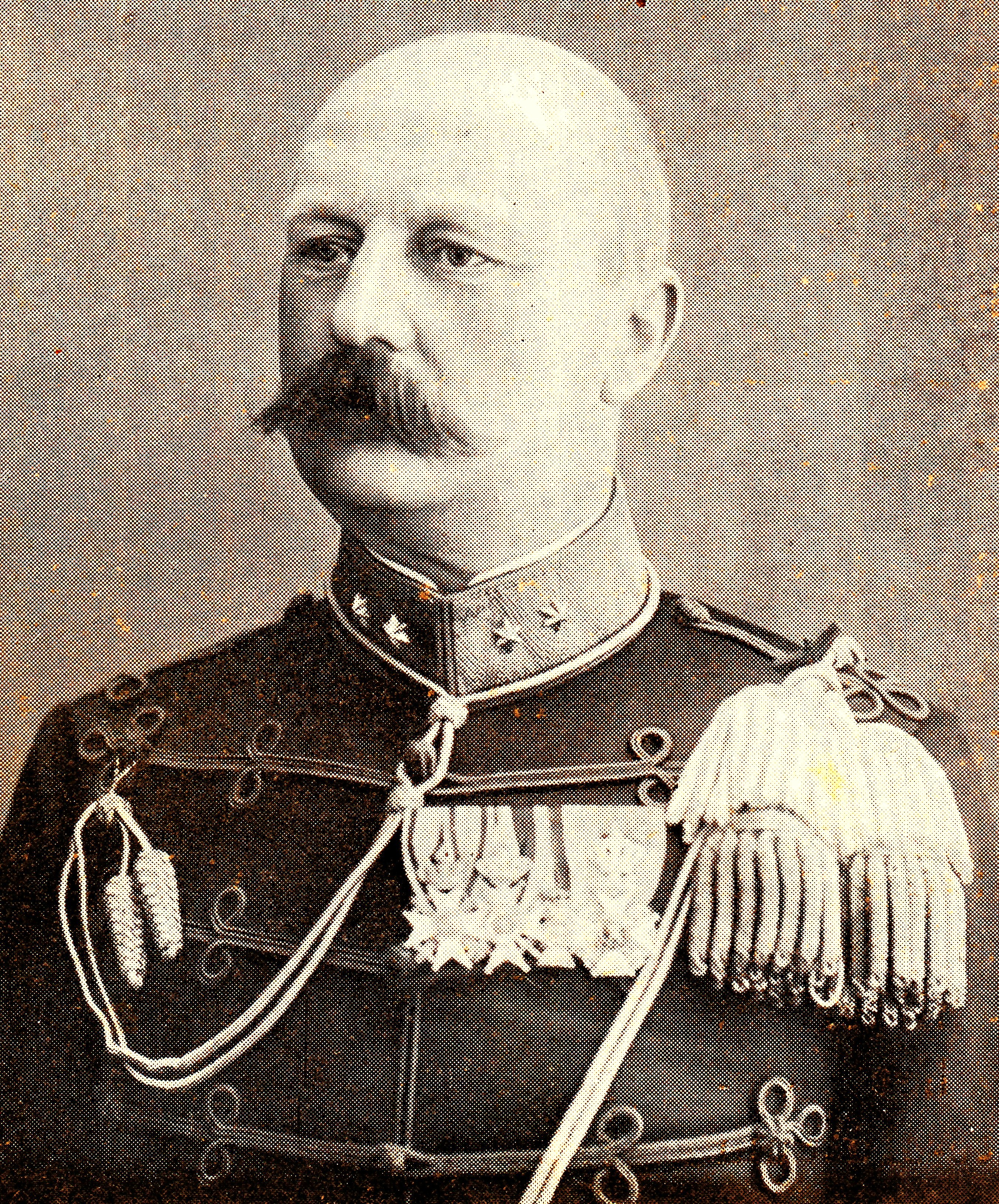
jhr. George August Alexander Alting von Geusau

George August Alexander Alting von Geusau (Arnhem, 24 april 1864 – 's-Gravenhage, 9 oktober 1937) was een Nederlands militair en politicus.

## Familie
Geusau was zoon van jhr. W.A. Alting von Geusau (1836-1885), officier en laatstelijk luitenant-kolonel, en M.E.J. Colen (1842-1925). Zijn broer jhr. Jules Theodore Alting von Geusau (1881-1940) was ook officier, laatstelijk generaal-majoor, en directeur van de Hogere Krijgsschool. Zijn broer Paul Auguste Alting von Geusau (1867-1894) sneuvelde tijdens de Lombok-expeditie; diens zoon Willem Henri Alting von Geusau werd advocaat en lid van de landraad van Nederlands-Indië. George August Alexander trouwde in 1888 met Maria Johanna Josephina Bertha Swart (1866-1946); het echtpaar kreeg twee kinderen, jhr. George Martin Marie Alting von Geusau (1892-1975), kapitein, later actuaris, en jkvr. mr. Marie Julie Elise Bertha Alting von Geusau (1897-1970), secretaresse van de Centrale Propaganda Commissie voor de verkoop van Weldadigheidspostzegels, ofwel de 'moeder van de kinderpostzegels'.

## Militaire loopbaan
Hij volgde de Koninklijke Militaire Academie en werd in 1883 benoemd tot tweede luitenant der infanterie. In 1888 werd hij bevorderd tot eerste luitenant en in 1890 geplaatst bij de tweede afdeling van de Krijgsschool, waar hij drie jaar bleef, waarna hij overgeplaatst werd bij het regiment Grenadiers en jagers. In 1900 werd hij benoemd tot kapitein bij het zesde regiment infanterie; kort hierop volgde zijn overplaatsing naar de generale staf en in 1905 die bij de grenadiers en jagers. In 1909 bereikte hij de rang van majoor. In 1910 werd hij benoemd tot hoofd van de tweede afdeling aan het Departement van Oorlog en in september 1912 bevorderd tot luitenant-generaal.
Als kapitein van de generale staf gaf Alting von Geusau lessen in de tactiek aan de Hogere Krijgsschool en publiceerde hij verschillende boeken, jaarberichten en tijdschriftartikelen. Daarnaast bracht hij veel tijd door met wetenschappelijke oefeningen met officieren van de landweer, reserve en militie. 

## Politiek- bestuurlijke loopbaan
Van 1 mei 1913 tot 9 september 1918 was hij directeur-generaal van de posterijen en telegrafie.
In 1918 werd Alting von Geusau minister van Oorlog in het kabinet-Ruijs de Beerenbrouck I. Hij werd najaar 1918 - na vier jaar mobilisatie - geconfrontreerd met onlusten van militairen en met de roep om bezuinigingen op militaire uitgaven. Hij volgde geen vaste koers, maar bewerkstelligde wel het ontslag van opperbevelhebber Cornelis Jacobus Snijders toen die reorganisatie afwees en hij verlaagde de defensie-uitgaven, maar ging op dat punt volgens velen niet ver genoeg. In 1919 werd door amendering zijn begroting zodanig 'uitgekleed' dat hij, ondanks aanvaarding ervan, besloot af te treden op 5 januari 1920. 
Van juli 1920 tot 1 januari 1935 was hij lid van de Algemene Rekenkamer.